# Kings & Queens (canción de Ava Max)
«Kings & Queens» —en español: «Reyes y reinas»— es una canción de la cantante estadounidense Ava Max, lanzada el 12 de marzo de 2020 como el quinto sencillo de su álbum de estudio debut, Heaven & Hell (2020). La canción de power pop fue escrita por Max, Brett McLaughlin, Desmond Child, Hillary Bernstein, Jakke Erixon, Madison Love, Mimoza Blinsson y los productores Cirkut y RedOne. Consiste en una guitarra eléctrica con sintetizadores y contiene una interpolación de la canción de Bonnie Tyler de 1986 «If You Were a Woman (And I Was a Man)», que también se usó en la canción de Bon Jovi de 1986 «You Give Love a Bad Name». La letra expresa el mensaje del empoderamiento de la mujer.
«Kings & Queens» recibió una recepción generalmente favorable de los críticos, quienes elogiaron la producción, el solo de guitarra y la letra. El sencillo alcanzó el puesto número uno en Eslovenia, Israel y Polonia, mientras que también alcanzó el puesto número 13 en la lista musical estadounidense Billboard Hot 100 y el número 19 en el Reino Unido. Actualmente, es la canción solista femenina con el mayor número de semanas consecutivas en la lista musical estadounidense Billboard Adult Contemporary de la década de 2020. Tiene certificación de platino en nueve países, incluidos Estados Unidos y Reino Unido. 
El video musical fue dirigido por Isaac Rentz y lanzado el 27 de marzo de 2020, que representa a Max inspirada en Khaleesi bailando en una sala del trono con temática celestial junto a un grupo de bailarines mientras se deleita en un banquete. Una segunda versión de la canción con la colaboración de Lauv y Saweetie titulada «Kings & Queens, Pt. 2» fue lanzada el 6 de agosto de 2020.

## Antecedentes y desarrollo
«Kings & Queens» comenzó a desarrollarse en 2018, donde Max grabó la canción en cinco estudios separados ubicados en Europa, Alemania y Los Ángeles. La canción pasó por diez iteraciones diferentes que incluyeron diferentes melodías y producción, antes de que la versión final se completara entre agosto y septiembre de 2019. Max escribió el verso y el pre-coro junto con la compositora estadounidense Madison Love, antes de que el productor de discos marroquí-sueco RedOne le diera el coro. El coro originalmente solo contenía la melodía, pero fue reelaborado en el estudio con Leland, Love y Cirkut, donde interpoló la canción de Bonnie Tyler de 1986 «If You Were a Woman (And I Was a Man)», que posteriormente se utilizó en la canción de 1986 de Bon Jovi «You Give Love a Bad Name». En consecuencia, se agregó a Desmond Child a la créditos de la canción como compositor. Max decidió incluir la guitarra eléctrica en la pista para complementar el sonido electrónico pop en su música.
«Kings & Queens» se anunció el 27 de febrero de 2020, donde Max confirmó que Cirkut, RedOne y Love estaban involucrados en la producción. Más tarde reveló la fecha de lanzamiento de la canción, con el título y la portada el 7 de marzo de 2020. Fue escrito por Max, Leland, Child, Hillary Bernstein, Jakke Erixon, Love, Mimoza Blinsson y los productores Cirkut y RedOne.

## Composición y letra
Musicalmente, «Kings & Queens» es una canción de power pop, que contiene varios versos pulsantes y un hook que contiene sintetizadores. El solo de guitarra que sigue al segundo verso incluye elementos de glam rock, que Jon Blistein de Rolling Stone señaló que tiene una «cualidad Queen-esca». Max declaró que la letra de la canción describe cómo sería un lugar mejor si las reinas gobernaran el mundo. Ella lo comparó con su canción anterior «So Am I» (2019), reconociendo que contenía un mensaje similar sobre el empoderamiento de las mujeres. Una línea tomada del libro de 1865 Las aventuras de Alicia en el país de las maravillas de la Reina de Corazones se usó en la canción, "Desobedéceme, entonces cariño, te vas a perder la cabeza". Metáforas sobre el ajedrez también se implementan en la letra de la canción.

## Recepción crítica
«Kings & Queens» recibió críticas generalmente favorables. Escribiendo para MTV News, Madeline Rothman elogió el fuerte solo de guitarra de la canción con la letra: «Podrías pensar que soy débil sin una espada / Pero si tuviera una, sería más grande que la tuya". Mike Nied de Idolator señaló que el sencillo «destaca la capacidad de Ava para llenar pistas de baile en todo el mundo». Nicholas Hautman de Us Weekly describió «Kings & Queens» como «uno de los mejores sencillos de 2020 hasta ahora», elogiando su «voz poderosa y teatral» y el solo de guitarra.
Escribiendo para Uproxx, Caitlin White describió la letra como «un tributo sutil al poder de las mujeres y un llamado a la acción para que los hombres apoyen a las reinas en su vida», mientras que Heran Mamo de Billboard reconoció que comparaba los movimientos de ajedrez con el feminismo; «En el ajedrez, el rey puede moverse un espacio a la vez / Pero las reinas son libres de ir a donde quieran». El escritor de Soundigest Andrew Chinikidiadi elogió las transiciones del riff de la guitarra eléctrica al puente y el final de la canción. Sin embargo, lamentó la repetición y duración de la pista. El personal de Billboard clasificó a «Kings & Queens» en el número 53 en su listículo de "Las 100 mejores canciones de 2020", reconociendo que era el «himno no oficial de la temporada sin desfiles del Orgullo 2020" durante la pandemia de COVID-19.

## Vídeo musical
Se lanzó un visualizador junto con la canción el 12 de marzo de 2020, que muestra a Max como una reina sosteniendo una copa de champán y una espada, con una baraja de cartas real. Ella confirmó en la fecha de lanzamiento de la canción que ya filmó el video oficial, describiéndolo como «muy colorido, súper divertido, baile loco y una gran celebración», y lo comparó con un arcoíris. El video musical fue lanzado el 27 de marzo de 2020 y fue dirigido por Isaac Rentz. Se ve a Max bailando en una sala del trono con temática celestial con un grupo de bailarines, al ser inspirada por Khaleesi de la serie de televisión estadounidense Game of Thrones, y quería retratar a una reina amazónica rodeada de guerreros. Max y Rentz usaron un moodboard para enumerar varias ideas para el video musical, al tiempo que mantuvieron un tema feminista. A menudo le enviaba mensajes de texto con sus ideas durante la noche para asegurarse de que las percibiera como «auténticas y personales». Max imaginó que el video sería "real, pero de una manera moderna y futurista", para asegurarse de que se sintiera simple.
El video comienza con Max sosteniendo una espada entre sus piernas mientras se sienta en un trono dorado. Luego organiza un banquete, en el que varios bailarines comienzan a beber champán y a comer, antes de realizar una secuencia de baile. Durante el solo de guitarra previo al puente, los bailarines empuñan hachas eléctricas.

## Créditos y personal
Créditos adaptados de Tidal.
- Amanda Ava Koci - voz, composición
- Henry Walter - composición, producción
- RedOne - composición, producción
- Chris Gehringer - masterización
- Saweetie - voz
- Serban Ghenea - mezcla
- Brett McLaughlin - composición
- Desmond Child - composición
- Hillary Bernstein - composición
- Jakke Erixon - composición
- Madison Love - composición
- Mimoza Blinsson - composición

## Posicionamiento en listas
| Listas (2020–2021)                                 | Mejor posición |
| -------------------------------------------------- | -------------- |
| Alemania (Official German Charts)                  | 16             |
| Australia (ARIA)                                   | 31             |
| Austria (Ö3 Austria Top 40)                        | 12             |
| Bélgica (Ultratop 50 Flandes)                      | 4              |
| Bélgica (Ultratop 50 Valonia)                      | 9              |
| Brasil (Top 100 Brasil)                            | 91             |
| Canadá (Billboard Canadian Hot 100)                | 15             |
| Canadá (Billboard Canada AC)                       | 9              |
| Canadá (Billboard Canada CHR/Top 40)               | 5              |
| Canadá (Billboard Canada Hot AC)                   | 1              |
| CEI (Tophit)                                       | 6              |
| Croacia (HRT)                                      | 6              |
| Escocia (OCC)                                      | 5              |
| Eslovaquia (Rádio Top 100)                         | 4              |
| Eslovaquia (Singles Digitál Top 100)               | 16             |
| Eslovenia (SloTop50)                               | 1              |
| España (PROMUSICAE)                                | 74             |
| Estados Unidos (Billboard Hot 100)                 | 13             |
| Estados Unidos (Billboard Adult Contemporary)      | 3              |
| Estados Unidos (Billboard Adult Top 40)            | 1              |
| Estados Unidos (Billboard Dance/Mix Show Airplay)  | 4              |
| Estados Unidos (Billboard Mainstream Top 40)       | 2              |
| Estados Unidos (Rolling Stone Top 100)             | 63             |
| Estonia (Eesti Tipp-40)                            | 30             |
| Europa (Billboard Euro Digital Song Sales)         | 5              |
| Finlandia (Suomen virallinen lista)                | 15             |
| Francia (SNEP)                                     | 32             |
| Grecia (IFPI Greece Airplay)                       | 11             |
| Grecia (IFPI Greece International Digital Singles) | 37             |
| Hungría (Dance Top 40)                             | 1              |
| Hungría (Rádiós Top 40)                            | 1              |
| Hungría (Single Top 40)                            | 3              |
| Hungría (Stream Top 40)                            | 4              |
| Irlanda (IRMA)                                     | 25             |
| Islandia (Plötutíðindi)                            | 11             |
| Israel (Media Forest)                              | 1              |
| Italia (FIMI)                                      | 38             |
| Lituania (AGATA)                                   | 24             |
| México (Billboard México Airplay)                  | 23             |
| Mundo (Billboard Global 200)                       | 31             |
| Noruega (VG-lista)                                 | 7              |
| Nueva Zelanda (RMNZ Hot Singles)                   | 20             |
| Países Bajos (Dutch Top 40)                        | 3              |
| Países Bajos (Single Top 40)                       | 9              |
| Polonia (Polish Airplay Top 100)                   | 1              |
| Portugal (AFP)                                     | 77             |
| Reino Unido (OCC)                                  | 19             |
| República Checa (Rádio – Top 100)                  | 1              |
| República Checa (Singles Digitál Top 100)          | 7              |
| Rumania (Airplay 100)                              | 5              |
| Rusia (Tophit)                                     | 25             |
| Suecia (Sverigetopplistan)                         | 21             |
| Suiza (Schweizer Hitparade)                        | 5              |
| Ucrania (Tophit)                                   | 3              |

| Listas (2020)                                     | Posición |
| ------------------------------------------------- | -------- |
| Austria (Ö3 Austria Top 40)                       | 13       |
| Alemania (Official German Charts)                 | 17       |
| Bélgica (Ultratop 50 Flandes)                     | 15       |
| Bélgica (Ultratop 50 Valonia)                     | 48       |
| CEI (Tophit)                                      | 36       |
| Estados Unidos (Billboard Adult Pop Songs)        | 44       |
| Estados Unidos (Billboard Dance/Mix Show Airplay) | 28       |
| Estados Unidos (Billboard Mainstream Top 40)      | 43       |
| Francia (SNEP)                                    | 81       |
| Grecia (IFPI)                                     | 80       |
| Hungría (Dance Top 40)                            | 12       |
| Hungría (Rádiós Top 40)                           | 26       |
| Hungría (Single Top 40)                           | 10       |
| Italia (FIMI)                                     | 84       |
| Países Bajos (Dutch Top 40)                       | 21       |
| Países Bajos (Single Top 40)                      | 38       |
| Polonia (Polish Airplay Top 100)                  | 13       |
| Reino Unido (OCC)                                 | 71       |
| Rumania (Airplay 100)                             | 37       |
| Rusia (Tophit)                                    | 71       |
| Suecia (Sverigetopplistan)                        | 35       |
| Suiza (Schweizer Hitparade)                       | 14       |
| Ucrania (Tophit)                                  | 75       |

| Listas (2021)                                 | Posición |
| --------------------------------------------- | -------- |
| Canadá (Billboard Canadian Hot 100)           | 33       |
| CEI (Tophit)                                  | 48       |
| Estados Unidos (Billboard Hot 100)            | 73       |
| Estados Unidos (Billboard Adult Contemporary) | 4        |
| Estados Unidos (Billboard Adult Top 40)       | 4        |
| Estados Unidos (Billboard Mainstream Top 40)  | 25       |
| Hungría (Dance Top 40)                        | 7        |
| Hungría (Rádiós Top 40)                       | 28       |
| Hungría (Stream Top 40)                       | 47       |
| Mundo (Billboard Global 200)                  | 150      |
| Rusia (Tophit)                                | 92       |
| Ucrania (Tophit)                              | 28       |

## Certificaciones
| País           | Organismo certificador | Certificación | Ventas certificadas | Ref     |
| -------------- | ---------------------- | ------------- | ------------------- | ------- |
| Alemania       | BVMI                   | Platino       | 400 000             | [ 113 ] |
| Austria        | IFPI Austria           | 2× Platino    | 60 000              | [ 114 ] |
| Bélgica        | BEA                    | Platino       | 40 000              | [ 115 ] |
| Brasil         | Pro-Música Brasil      | 3× Platino    | 120 000             | [ 116 ] |
| Canadá         | Music Canada           | 4× Platino    | 320 000             | [ 117 ] |
| Dinamarca      | IFPI Dinamarca         | Platino       | 90 000              | [ 118 ] |
| España         | PROMUSICAE             | Oro           | 20 000              | [ 119 ] |
| Estados Unidos | RIAA                   | 2× Platino    | 2 000 000           | [ 120 ] |
| Francia        | SNEP                   | Diamante      | 250 000             | [ 121 ] |
| Italia         | FIMI                   | Platino       | 70 000              | [ 122 ] |
| Noruega        | IFPI Noruega           | 3× Platino    | 180 000             | [ 123 ] |
| Polonia        | ZPAV                   | 3× Platino    | 150 000             | [ 124 ] |
| Portugal       | AFP                    | Platino       | 10 000              | [ 125 ] |
| Reino Unido    | BPI                    | Platino       | 600 000             | [ 126 ] |

## Historial de lanzamiento
| Región         | Fecha                | Formato(s)                   | Versión     | Discográfica       | Ref     |
| -------------- | -------------------- | ---------------------------- | ----------- | ------------------ | ------- |
| Varios         | 12 de marzo de 2020  | Descarga digital, streaming  | Original    | Atlantic Records   | [ 127 ] |
| Italia         | 10 de abril de 2020  | Airplay                      | Original    | Warner Music Group | [ 128 ] |
| Varios         | 22 de abril de 2020  | Descarga digital, streaming  | Acústica    | Atlantic Records   | [ 129 ] |
| Varios         | 30 de abril de 2020  | Descarga digital, streaming  | The Remixes | Atlantic Records   | [ 130 ] |
| Estados Unidos | 7 de julio de 2020   | Contemporary hit radio       | Original    | Atlantic Records   | [ 131 ] |
| Varios         | 6 de agosto de 2020  | Descarga digital, streaming  | «Pt. 2»     | Atlantic Records   | [ 132 ] |
| Estados Unidos | 10 de agosto de 2020 | Hot adult contemporary radio | Original    | Atlantic Records   | [ 133 ] |

## Kings & Queens, Pt. 2
Una remezcla de la canción titulada «Kings & Queens, Pt. 2» fue lanzada el 6 de agosto de 2020. Aparecen como invitos el cantautor Lauv y la rapera estadounidense Saweetie. La canción fue grabada durante la cuarentena de la pandemia de COVID-19, después de la iniciación de Max.

### Composición y letra
«Kings & Queens, Pt. 2» incorpora un nuevo segundo verso de Lauv, que describe la perspectiva masculina de estar en una relación con una mujer fuerte e independiente. Incorpora Auto-Tune en su voz, que reemplaza su estilo lírico enamorado. Saweetie también agrega un verso de rap en la canción, continuando con el tema del empoderamiento femenino.

### Créditos y personal
Créditos adaptados de Tidal.
- Amanda Ava Koci - voz, composición
- Henry Walter - composición, producción
- RedOne - composición, producción
- Chris Gehringer - masterización
- Serban Ghenea - mezcla
- Brett McLaughlin - composición
- Desmond Child - composición
- Hillary Bernstein - composición
- Jakke Erixon - composición
- Madison Love - composición
- Mimoza Blinsson - composición
- Ari Leff - composición
- Jacob Kasher Hindlin - composición
- Derrick Milano - composición
- Diamonte Harper - composición